# Friedrich Jolly

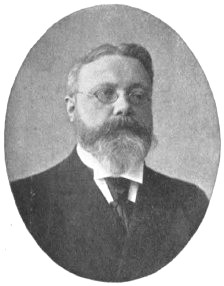
Friedrich Jolly, 1898

Friedrich Jolly (* 24. November 1844 in Heidelberg; † 4. Januar 1904 in Berlin) war ein deutscher Mediziner, Psychiater und Hochschullehrer in Würzburg, Straßburg und Berlin.

## Leben
Friedrich Jolly war der Sohn des Physikers Philipp von Jolly (1809–1884) und seiner Ehefrau Louise Jolly, geborene Wüstenfeld; sein Onkel war der badische Staatsminister Julius Jolly (1823–1891), sein Bruder der Indologe Julius Jolly (1849–1932) und der Jurist Ludwig von Jolly (1843–1905).
Jolly studierte Medizin an den Universitäten München und Göttingen. Er war von 1870 bis 1873 Assistent der psychiatrischen und der pädiatrischen Klinik am Juliusspital der Universität Würzburg und habilitierte sich 1871 an der Universität Würzburg als Assistent von Franz von Rinecker. Sein Bericht über die Irrenabtheilung des Juliusspitals zu Würzburg für die Jahre 1870, 1871 und 1872 befasst sich mit damals kontroversen Themen der psychiatrischen Profession, wie etwa der Frage nach dem englischen Non-Restraint-Prinzip oder der Einrichtung eines Stadt-Asyls im Griesingerschen Sinne. Hiermit erregte Friedrich Jolly die Aufmerksamkeit der Fachwelt und bereits 1873 wurde er als außerordentlicher Professor für Psychiatrie an die neugegründete Universität nach Straßburg berufen. 1875 wurde er ordentlicher Professor. Ab 1890 übernahm er als Nachfolger von Carl Friedrich Otto Westphal (1833–1890) den psychiatrischen Lehrstuhl an der Charité zu Berlin und wurde dort Direktor der psychiatrischen Klinik.
Neben unterschiedlichsten wissenschaftlichen Beiträgen, unter anderem zur Epilepsie, zur Hysterie und zur Neurasthenie machte sich Friedrich Jolly vor allem als Bauherr einen Namen. Er war maßgeblich beteiligt an der Entwicklung und dem Bau der psychiatrischen Klinik in Straßburg (eröffnet 1886) und der Psychiatrischen und Nervenklinik der Charité (eröffnet nach seinem Tod 1905).
Friedrich Jolly starb 1904 im Alter von 59 Jahren in Berlin. Sein Grab befindet sich auf dem Friedhof III der Jerusalems- und Neuen Kirche in Berlin-Kreuzberg. An der Grabwand aus rot-braunem Klinker nimmt eine Ädikula die große schwarze Inschriftentafel auf. Das Grabfeld wird von einem Gitter eingefasst. Friedrich Jolly ruht an der Seite seiner Frau Anna geb. Böhm (1849–1929). Das Grab eines gemeinsamen Sohnes, des Gynäkologen Rudolf Jolly (1875–1922), auf demselben Friedhof ist nicht erhalten.

## Schriften
- Bericht über die Irrenabteilung des Juliusspitals zu Würzburg für die Jahre 1870, 1871 und 1872. In: Verhandlungen der Physikalisch-Medizinischen Gesellschaft zu Würzburg. Neue Folge, Band 4, 1873, S. 122–206. Als Sonderdruck bei Stahel, Würzburg 1873.
- Hysterie und Hypochondrie. In: Ziemßens Handbuch. Leipzig 1877.
- Untersuchungen über den elektrischen Leitungswiderstand des menschlichen Körpers. Straßburg 1884.